# Coluccio Salutati
Coluccio Salutati (Lino Coluccio di Pierio di Salutati) (* Buggiano, 16 de Fevereiro de 1331 - 4 de Maio de 1406), foi humanista, filósofo, literato e chanceler da República de Florença; foi amigo de Petrarca e Giovanni Boccaccio, e um dos mais importantes líderes políticos e culturais do renascimento florentino.

## Biografia
Salutati nasceu em Stignano, perto de Buggiano (atual Província de Pistóia, na Toscana).  Depois de estudar em Bolonha, começou a trabalhar como tabelião nessa cidade, que então fazia parte da República de Florença.  Suas cartas enviadas aos eruditos florentinos lhe conquistaram o pseudônimo de O Macaco de Cícero, em decorrência de seu fácil domínio do estilo latino. Francesco Bruni fez questão de convidá-lo em viagem a Roma entre 1368 e 1370, como assistente junto ao secretariado do papa. Tendo alavancado a sua carreira devido a sua permanência em Roma, foi então nomeado chanceler de Todi e depois da poderosa Lucca.

## Chanceler de Florença
Em 1375 Coluccio foi nomeado Chanceler de Florença, o mais importante cargo dentro da burocracia da república florentina.  Em sua posição, Salutati era responsável pela correspondência oficial com outros estados.  As suas habilidades como chefe de estado foram logo testadas assim que Florença se viu na iminência de enfrentar uma guerra com o papado. Salutati era encarregado de intervir junto ao Papa Gregório XI, assegurando-o de que Florença era ainda um membro leal do partido dos Guelfos. Embora tenha falhado em impedir a guerra com o papado, Salutati logo se tornaria o chanceler mais celebrado em toda aa Itália e um mestre da correspondência formal.  O principal oponente durante o seu mandato, João Galeácio Visconti (1351-1302), Duque de Milão, observou certa vez que uma das cartas de Salutati poderia causar mais perigo do que mil cavaleiros florentinos.  Durante a sua vida, Florença lutou durante duas vezes contra o seu poderoso rival do norte.  O seu tratado De tyranno (O tirano, 1400), se baseou muito provavelmente em Visconti, embora nessa obra Salutati (apesar de ser um republicano) permanece em defesa da monarquia universal e providencial já estabelecida por Dante.  Ocasionalmente, as suas cartas tinham consequências inusitadas.  Quando ele escreveu ao povo de Ancona, pedindo a eles suporte militar contra os poderes do papa, ele trouxe à baila os malefícios que a Itália havia sofrido diante dos franceses.  Notícias do seu tom desagradável chegaram até o rei da França, e Salutati imediatamente teve de providenciar uma carta flexível e conciliatória, assegurando ao rei que ele não representava nenhum perigo aos interesses da França e que Florença seria sempre uma amiga da França.  Como testemunho de sua popularidade como chanceler, a cidade de Florença pagou 250 florins pelo seu funeral em 1406.

## Conquistas culturais
As conquistas culturais de Coluccio talvez sejam ainda maiores que as suas realizações políticas. Orador e escritor habilidoso, Coluccio tinha forte atração pela tradição dos clássicos.  Admirador de Petrarca, gastou muito daquilo que ganhava com sua coleção de 800 livros, uma grande biblioteca para os padrões da sua época.  Ele também colecionava manuscritos clássicos, fazendo inúmeras descobertas importantes, sendo a principal delas uma Epistulae ad familiares (Cartas aos familiares) de Cícero, que anulou toda a concepção medieval do chefe de estado romano. Coluccio também realizou importantes estudos históricos, associando a origem de Florença não ao império romano mas à República romana.  Durante a sua vida, o estudo da literatura secular, especialmente a literatura pagã, foi desestimulada pela Igreja Católica Romana. Coluccio desempenhou um papel importante para modificar este conceito, participando frequentemente em debates teológicos a respeito dos méritos da literatura pagã em relação aos ofícios da Igreja.
Ele também trouxe o erudito bizantino Manuel Crisolaras a Florença em 1397 para criar um dos primeiros cursos de grego desde o fim do Império Romano.  Depois de Boécio, poucos ocidentais falavam ou liam em grego.  Muitas palavras gregas antigas de ciência ou filosofia não dispunham de tradução em traduções latinas.  Na época de Salutati, alguns textos latinos de Aristóteles haviam chegado à Europa através da Espanha muçulmana e da Sicília.  Estes textos, todavia, haviam sido traduzidos do árabe, e não diretamente do grego.  Trazendo Chrysoloras à Florença, Salutati possibilitava para um seleto grupo de eruditos (incluindo Bruni e Vergerio), a leitura de Aristóteles e de Platão diretamente do grego antigo original.
Ele foi também promotor de humanistas mais jovens tais como Poggio Bracciolini, Leonardo Bruni e Pietro Paolo Vergerio.

## Grafia humanística
Em seus estudos dos clássicos (ao qual utilizava ainda o método medieval alegórico), fez uma introdução fundamental: substituiu a pouco clara grafia gótica pela grafia humanística mais legível (e mais parecida com os caracteres modernos) com base na evolução da letra minúscula usada na corte de Carlos Magno, sendo fundamental essa inovação.

## Obras
- Epistolario
- Invectiva (Invettiva), 1403
- De saeculo et religione (O século e a religião), 1381
- De fato, fortuna et casu (A sorte, a fortuna e a causalidade), 1396-1399
- De nobilitate legum et medicinae (Sobre a nobreza das leis e da medicina), 1399
- De tyranno (O tirano), 1400
- De laboribus Herculis" (Os trabalhos de Hércules"), inacabado.